# Aer Lualdi L-55
L'Aer Lualdi L-55 era un elicottero utility leggero, monomotore e triposto. Fu progettato da Carlo Leopoldo Lualdi e sviluppato in Italia per conto dell'azienda di proprietà, l'Aer Lualdi, alla fine degli anni cinquanta.
Nel 1957 L'Aer Lualdi & C. Spa prese parte alla Fiera Campionaria di Milano dove presentò l'elicottero.

## Storia del progetto
Carlo Leopoldo Lualdi, appassionato di aviazione, aveva avuto modo di conoscere l'ingegner Corradino D'Ascanio, pioniere dell'elicottero. Nel 1952 intraprese lo studio e la costruzione di un suo elicottero: si trattava dell'E.S. 53, costruito nel garage di casa, un velivolo sperimentale.
Il prototipo successivo all'E.S. 53 fu chiamato L-55. Perfezionato, era affidabile e semplice da pilotare, garantiva rapidità di costruzione e quindi un risparmio sui costi di produzione. Si trattava di una macchina semplice, che poteva essere definita un'utilitaria del cielo. Montava uno stabilizzatore Hiller Rotormatic, ottimizzato da un sistema giroscopico originale ideato dallo stesso Lualdi; il passo ciclico veniva comandato direttamente dal propulsore.
Il motore era un Lycoming A1A da 180 CV a 4 cilindri orizzontali contrapposti con un sistema di raffreddamento ad aria ideato dall'ingegner Lualdi; esso era installato a prua con una scatola di trasmissione a 90°. Tolto il cofano di prua, la manutenzione del motore era semplice (cacciavite e chiave in quanto i bulloni erano unificati). L'impianto di raffreddamento forzato manteneva costantemente le testate a 170 °C; il rotore principale era accoppiato ad un riduttore che ruotava su un cuscinetto sferico, mentre l'elica anticoppia ed il relativo albero erano montati su supporti di gomma. I gas di scarico del motore venivano convogliati, compressi ed accelerati in modo da ottenere una spinta di reazione aggiuntiva di circa 50 CV rispetto alla potenza del motore. Anche questo sistema ausiliario era stato progettato e brevettato dall'ingegner Lualdi.
Il prototipo volò per la prima volta nell'aprile del 1957 a Udine.